# Psammoecus insularis
Psammoecus insularis is een keversoort uit de familie spitshalskevers (Silvanidae). De wetenschappelijke naam van de soort werd in 1885 gepubliceerd door David Sharp.